# 劇場版動畫 忍者亂太郎 忍術學園 全員出動！之段
《劇場版動畫 忍者亂太郎 忍術學園 全員出動！之段》（日语：劇場版アニメ 忍たま乱太郎 忍術学園 全員出動!の段）是動畫《忍者亂太郎》系列的第二部動畫電影，亦是首部長篇電影，於2011年3月12日上映。故事改編自原作《落第忍者亂太郎》第37卷及42卷，電視動畫第13―16季部分集數亦改編自此原作。

## 劇情
就在忍術學園的暑假結束前的一個月，一場大間賀時城與日落黃昏城的戰爭正式展開。在戰役之中，將士死傷無數，有一位山伏見狀，把他奪得的旗幟撕掉作繃帶，救急扶危。就在這時，有一位受了傷的神秘人現身，向這位山伏借一些繃帶，這位山伏不但同意，還替他檢查傷勢。這位神秘人打算報恩，卻不知其身份。一個月後，這兩人又再重遇…
在忍術學園開學當日，一年葉組的庄左衞門一開始就對亂太郎3人給臉色看，而且課室的氣氛亦非常凝重。原來所有老師及學生發現糊塗的事務員小松田曾經把所有學生的暑期作業打翻，由於這些作業是針對個人的，因此不能混淆，但小松田卻隨便塞回進文件夾，結果就搞亂了給眾人的作業，直到開學時才揭發事件。混淆情況一般是高年級做低年級的功課，或者相反，更糟糕的是喜三太未有回校，眾人亦因此非常擔心喜三太的安危。經老師們的查核後，發現喜三太的功課是六年級的：拿大間賀時城城主的兜檔布回來。但由於大間賀時城與日落黃昏城交戰中，眾老師擔心喜三太就在大間賀時城並陷入危險的境界，故此決定前往大間賀時城救出喜三太。這時學園長突發奇想，決定把未能交功課的學生(攝津之霧丸、福富新兵衞、神崎左門、平瀧夜叉丸、不破雷藏、鉢屋三郎、善法寺伊作)組成營救隊伍並在厚著老師及日向老師的帶領下負責營救喜三太的任務...
就在同時，清八帶同一位老人緊急來到忍術學園。那人是園田村的乙名(長老)，名前手瀉潔齋。園田村是一條位於大間賀時城境內的小村莊，而手瀉長老來臨時大間賀時城正值與日落黃昏城交戰中，但由於村內人心知大間賀時城必敗無疑，於是秘密向日落黃昏城請求赦免書，以保障村莊安全。可是全村村民把費用籌集好和交給日落黃昏城後，不但得不到赦免書，更被對方要求提供餵給戰馬的大豆，加上日落黃昏城有壓倒性的優勢，對戰雙方卻維持不可思議的對峙，因此手瀉長老便向忍術學園徵詢意見。學園長認為必需要刺探雙方軍情，於是一年葉組的忍蛋主動請纓接受出外調查任務並得到學園長批准，並分成兩隊行事(大間賀時隊和日落黃昏隊)。另一邊廂，九之一(女忍者)教室也準備執行另類任務。不過，日落黃昏城亦有所行動，而園田村的所作的事，早已被一間諜看在眼內…
在大間賀時隊(亂太郎、金吾、團藏，霧丸和新兵衛稍後加入)的調查途中，與霧丸和新兵衛會合。原來，營救隊伍的計劃原本是扮成小販調查，但卻被新兵衛把要賣的包子全部吃光，而他的身型又變得過度肥胖而不能走路，於是霧丸只好陪他於叢林等待至他能走路為止，而其他人則繼續調查。於誤打誤撞下，兩人加入大間賀時隊。五人穿上霧丸換來的LLL size(即L size的3倍，足以容納3位成人)大間賀時民夫服，假裝民夫，卻不小心失平衡墜進山涯，新兵衞則因為墜進山涯時氣流太強而令身體回復原狀。他們起來時，遇到一個大間賀時民夫，他與新兵衞模樣極似，但下體只穿上一條華麗兜檔布。他形跡可疑，看到霧丸一行人更轉身逃走，於是大間賀時隊跟綜他，發現一名忍者為他披上日落黃昏民夫服！大間賀時隊離開時，卻又被神秘人指派另一忍者跟蹤…
日落黃昏隊完成調查後，到一所小屋集合。而庄左衞門則於調查中遇見山田利吉，由於目的相同，於是利吉亦跟著庄左衞門加入行動。調查發現，其他村落與園田村狀況相似，而日落黃昏城似乎知自己必勝，因此軍隊氣氛悠閒。在匯報結果時，喜三太營救隊(只有日向老師、不破雷藏和鉢屋三郎)也進入小屋，並指出喜三太於大間賀時被捉的機會頗大，故此厚著老師、神崎左門和平瀧夜叉丸3人繼續在大間賀時城外繼續打探喜三太的消息。此時，學園長派出的立花仙藏抵達小屋，指出日落黃昏城已知道忍術學園與園田村的關係和調查目的。另一邊廂，一位山伏和土井老師把跟蹤大間賀時隊的忍者擊退，原來那位山伏是善法寺伊作。因此大間賀時隊安然無恙並回到小屋會合，並得悉那個與新兵衛長得極似的民夫，竟然是大間賀時城主大間賀時曲時，至於替大間賀時曲時換衣服的忍者就是日落黃昏城忍者隊首領雜渡昆奈門！整合兩隊的線索後，他們更發現了兩城之間的陰謀：原來大間賀時曲時民望太差，無法從自己領地裡的村子收取稅金，並且這些村落亦漸漸聯合起來與大間賀時曲時對抗，故此兩城決定串通，在大間賀時城領地宣佈日落黃昏城軍隊侵略大間賀時城的謠言，並迫令那些保障自身安全的村落們為求得到赦免書而將金錢及糧草交給日落黃昏城，然後再將當中的一部分油水轉交給大間賀時曲時以達到收稅目的，變相將連同園田村在內的所有村落全都割讓給日落黃昏城之餘並一直的壓榨這些村子的資源。
另一方面，日落黃昏城城主黃昏甚兵衛已經知道園田村準備反抗，以及忍術學園插手協助反抗的事，故此決定派大軍攻擊園田村之餘，並派忍軍包圍小屋，打算一網打盡。因此，按照原定計劃，先由利吉和仙藏採取行動，匯合喜三太營救隊餘部(厚著老師、神崎左門和平瀧夜叉丸)。之後由日向老師帶領三治郎和金吾回到忍術學園通知大家忍術學園全員出動。剩下的忍蛋則趕往園田村，由亂太郎先起程，並由伊作掩護，其他忍蛋則用第二條路，作為利誘。日落黃昏城忍軍於是攻擊其他忍蛋並由老師們進行掩護，而他們的頭目雜渡昆奈門就去追殺亂太郎和伊作。亂太郎和伊作起程途中，亂太郎卻因絆倒樹枝而跌傷腳，而這時雜渡昆奈門趕到並與伊作戰鬥，後來發現伊作的身份後反而放他一馬並要求手下們停戰。亂太郎則不負所託，成功到達園田村並通知手瀉長老有關兩城的陰謀。
第2日，其他忍蛋亦相繼到達園田村，手瀉長老請求忍術學園眾人協助保護村落。而三治郎和金吾成功通知眾人，結果全校師生都來園田村協助進行戰鬥的準備工作。就在準備工作進行得如火如荼之際，眾人發現日落黃昏城已派出斥候兵打探形勢並開了一槍，但被剛到達現場的照星先生擊退了，原來佐武村火繩槍隊亦作為這次戰事的援軍之一而支援園田村。日落黃昏城大軍亦已經到達村外待命，並且發現敵軍竟派出大炮及火繩槍隊等攻城部隊，山田老師表示敵人要等到明日才開始進行攻擊，虎若則向照星先生自薦擔任他的填藥員。到了晚上，庄左衞門及伊助替土井老師跑腿時誤入毒竹城警戒線而遭忍者首領稗田八方齋所擒並起出密函，經八方齋解讀後得知原來他們要將密函送往舞竹城，並通知舞竹城城主趁日落黃昏城因攻擊園田村而無法保護城池之時進行突襲，故此八方齋將密函沒收並通知毒竹城城主準備突襲，庄左衞門及伊助因而被留在原地而成功脫險，躲在一旁的雜渡昆奈門亦看著整件事的經過後離開了。
另一方面，利吉及仙藏已經成功潛入大間賀時城找尋喜三太，而神崎左門及平瀧夜叉丸以自製的厚著老師樣子的鴨子娃娃作為誘餌並遭守衛以火繩槍打中，並派出1名孩子出外撿拾，眾人才發現這孩子正是喜三太。原來喜三太被擒後因為意外將放滿蛞蝓的罈子丟在大間賀時曲時頭上，故此將整罈蛞蝓收押在牢內，喜三太因而不願一同離開，眾人只好協助將蛞蝓救出之餘利吉表示更可以趁機協助喜三太完成暑期作業。雜渡昆奈門亦在當晚潛入園田村內，並潛入了作為臨時醫院的佛堂，並向伊作表示他正是伊作裝扮成山伏時所救的1名日落黃昏城士兵，而他這次來的目的是向伊作報恩，故此向伊作表示這次戰役日落黃昏城忍者隊不會參戰並偷去園田村的獨有藥草。昆奈門離開時導致巡邏中的左近及數馬跌落醫院外的陷阱而受傷，連追出門外的伊作亦不慎掉入陷阱，結果同屬保健委員的3人竟成為第1批傷兵，伊作亦任命亂太郎作為臨時的保健委員長接手保健工作。
第3日早上，日落黃昏城大軍終於向園田村進行炮擊，而且炮彈都能彈地而導致園田村範圍內都能被擊中，亦有不少人意外受傷。第1輪炮擊過後照星先生表示要解決炮彈彈地的問題，虎若從新兵衛的屁股被泥陷住的事想出了將水壩炸毀，從而將村外的田地淹水的方法。水壩炸毀了並淹濕了田地後第2輪炮擊終於來了，但這次所有炮彈都陷入泥內不能彈地，故此村莊沒有遭擊中，大軍亦隨即派出火繩槍隊攻村，怎料遭到佐武村火繩槍隊還擊，結果隊長及1名隊員撤退，而其他隊員則遭俘虜，但眾人將他們的裝備沒收後決定放過這些俘虜並願意提供醫療服務。而撤退了的隊長決定再派人燒毀路障以便再作第2次攻擊，怎料這些路障被一年葉組的人做了手腳，這些路障被綁上火箭及火藥，故此燃燒後化身為1支巨大的導彈，結果成功將日落黃昏城大軍完全擊退。同時，毒竹城大軍攻擊日落黃昏城的消息終於傳到黃昏甚兵衛耳邊，並因為所有軍隊都跑往攻打園田村而驚慌起來，就在情急之下倉卒的集合殘餘軍隊回城，但因為他有不少欠帳未有付款，故此草草的簽下一疊欠單，結果當他準備離開時，他發現他自己簽署的是所有大間賀時領地的村落的赦免書。原來女忍者班及學園長等人早已潛入甚兵衛的軍營內並以商人身份作隱瞞並做起生意來，而山田老師則扮成女人以「威逼利誘」的方式逼書記在這些赦免書蓋印，最後小松田以追帳人身份拿這些赦免書給甚兵衛當成欠單般簽署。最後甚兵衛遭學園長等人說教後只能不服氣的趕回日落黃昏城，而留下來的大間賀時曲時遭瀧夜叉丸及戶部老師斬破面具及衣服，再遭喜三太丟蛞蝓及痛毆過後，其華麗兜檔布亦遭喜三太奪去，喜三太終於完成了他的暑期作業了。而日落黃昏城最後都沒有受攻擊，原來雜渡昆奈門以過量的園田村獨有藥草製作成催眠煙霧令毒竹城軍隊全員陷入昏睡，他亦向手下下令將他們全員五花大綁起來，故事結束。

## 主題曲
| 曲別            | 曲名       | 作詞     | 作曲       | 編曲       | 主唱 |
| 片頭曲及片尾曲2 | 勇氣100%   | 松井五郎 | 馬飼野康二 | 馬飼野康二 | NYC  |
| 片尾曲1         | ユメタマゴ | 田中琴乃 | 馬飼野康二 | 石塚知生   | NYC  |

## 影響
由於本電影上映的前一天於日本發生大地震，令東日本暫停電影上映，此電影被迫於該區縮短上映時間。後來為了慶祝石卷市華納MYCAL電影院恢復業務，以及安撫災民心情，該院更舉行一個星期有限的免費放映。在近乎只有半個日本的票房下，電影於日本本土票房不太理想，但仍吸納1億8500萬円。慶幸的是，期後看過的網民大多數給予電影好評(例如劇情和角色雜渡昆奈門方面)  ，甚至部分日本以外的網民亦讚揚電影劇情，可見地震事件是唯一令電影票房不理想的原因，與電影素質關係不大。

## 外部連結
- 劇場版「忍者亂太郎　忍術學園 全員出動！之段」華納兄弟影片官方網站 （页面存档备份，存于）（日語）
- 劇場版「忍者亂太郎　忍術學園 全員出動！之段」NHK介紹頁（日語）
- 互联网电影数据库（IMDb）上《劇場版動畫 忍者亂太郎 忍術學園 全員出動！之段》的资料（英文）